# Okres Plzeň-jih
Okres Plzeň-jih, deutsch Bezirk Pilsen-Süd, ist ein Bezirk in Tschechien und befindet sich im Plzeňský kraj.
Der Okres Plzeň-jih ist 990 km² groß und zählt 58.000 Einwohner in 90 Gemeinden. Er entstand 1960 durch die Zusammenlegung des Bezirks Blovice mit sieben weiteren Teilbezirken. Der Bezirk hat keine eigene Bezirksstadt, der Sitz der Verwaltung ist Plzeň. Im Gebiet befinden sich fünf Mikroregionen: Nepomucko, Přešticko, Radbuza, Radyně und Úslava.
Rohstoffe gibt es im Bezirk kaum. Zu den wichtigen Branchen zählen Nahrungsmittelhersteller, keramische Betriebe, Maschinenbau und Elektrotechnik. In der Landwirtschaft werden Getreide, Kartoffeln und Rüben angebaut und Rinder, Schweine und Geflügel gezüchtet. Die Arbeitslosenquote beträgt 4,9 %.
Durch die niedrige Umweltbelastung und den dörflichen Charakter lockt die Gegend Touristen an. Sehenswert sind insbesondere:
- Schloss Nebílovy
- Die Ruinen der gotischen Burg Vlčtejn und das im Pseudo-Renaissance Stil erbaute Schloss Žinkovy
- Přeštice mit Barockkirche Mariä Himmelfahrt
- Chotěšov mit dem Prämonstratenserkloster Kloster aus dem 13. Jahrhundert
- In Mítov, Lipnice und Řesanice findet man typische denkmalgeschützte Volksarchitektur

Jährlich besuchen Pilsen-Süd etwa 22.000 Gäste (30 % Ausländer). Die durchschnittliche Aufenthaltsdauer beträgt 4,2 Tage.
Am 1. Januar 2007 wechselten die Stadt Starý Plzenec und die Gemeinden Chválenice, Letkov, Lhůta, Losiná, Mokrouše, Nezbavětice, Nezvěstice, Šťáhlavy, Štěnovický Borek und Tymákov in den Okres Plzeň-město.
Zum Bezirk hinzu kamen die Gemeinden Borovy und Nezdice aus dem Okres Klatovy. Die Gemeinden Bukovec, Čečovice, Černovice, Holýšov, Horní Kamenice, Kvíčovice, Neuměř, Štichov und  Všekary aus dem Okres Domažlice kamen am 1. Januar 2021 hinzu.

## Städte und Gemeinden
Blovice – Bolkov – Borovno – Borovy – Buková – Bukovec (Mogolzen) – Čečovice (Zetschowitz) – Černovice – Čižice – Čížkov – Čmelíny – Dnešice – Dobřany – Dolce – Dolní Lukavice – Drahkov – Holýšov (Holeischen) – Honezovice – Horní Kamenice (Ober Kamenzen) – Horní Lukavice – Horšice – Hradec – Hradiště – Chlum – Chlumčany – Chlumy – Chocenice – Chotěšov – Jarov – Kasejovice – Kbel – Klášter – Kotovice – Kozlovice – Kramolín – Kvíčovice (Kwitschowitz) – Letiny – Lisov – Líšina – Louňová – Lužany – Měcholupy – Merklín – Mileč – Milínov – Míšov – Mladý Smolivec – Mohelnice – Nebílovy – Nekvasovy – Nepomuk – Netunice – Neuměř (Nomirschen) – Neurazy – Nezdice – Nezdřev – Nová Ves – Nové Mitrovice – Oplot – Oselce – Otěšice – Polánka – Prádlo – Předenice – Přestavlky – Přeštice – Příchovice – Ptenín – Radkovice – Roupov – Řenče – Seč – Sedliště – Skašov – Soběkury – Spálené Poříčí – Srby – Štěnovice – Štichov (Stich) – Stod – Střelice – Střížovice – Tojice – Třebčice – Týniště – Únětice – Útušice – Ves Touškov – Vlčí – Vlčtejn – Vrčeň – Všekary (Schekarschen) – Vstiš – Zdemyslice – Zemětice – Žákava – Ždírec – Žinkovy – Životice